# Ignaz von Dietl
Ignaz Dietl, seit 1875 von Dietl (* 29. März 1811 in Salzburg; † 29. Juli 1897 in München), war ein bayerischer Generalleutnant und Gouverneur von Ingolstadt.

## Leben
Dietl war der Sohn eines bayerischen Regimentsquartiermeisters. Nach dem Besuch des Kadettenkorps in München trat er am 4. August 1830 als Junker in das 1. Artillerie-Regiment der Bayerischen Armee ein und avancierte mit der Beförderung am 27. Juni 1832 zum Unterleutnant im 2. Artillerie-Regiment. Zwecks Übertritt in griechische Dienst nahm er Mitte Dezember 1832 seinen Abschied und stieg dort zum Hauptmann der Artillerie auf.
Ausgezeichnet mit dem Ritterkreuz des Erlöser-Ordens kehrte er in seine Heimat zurück und wurde am 30. Dezember 1836 wieder im 2. Artillerie-Regiment der Bayerischen Armee angestellt. Daran schloss sich ab Ende März 1838 eine dreijährige Verwendung bei der Pontoniers-Kompanie und als Oberleutnant die anschließende Rückversetzung in das 2. Artillerie-Regiment an. Dietl rückte Anfang April 1848 zum Hauptmann I. Klasse auf und wurde am 30. Januar 1853 zur Artillerie-Beratungs-Kommission in München versetzt. Mit der Beförderung zum Major erfolgte am 31. Januar 1856 seine Versetzung als Referent in das Kriegsministerium. Unter Belassung in dieser Stellung wurde Dietl am 6. Januar 1860 Oberstleutnant im Quartiermeisterstab und Ende Mai 1864 als Oberst von seiner Referentenfunktion enthoben. Am 24. April 1866 wurde Dietl als Chef des Stabes beim Generalkommando nach Würzburg versetzt. Als Chef des Generalstabes der 4. Infanterie-Division  nahm er im gleichen Jahr während des Krieges gegen Preußen an den Gefechten bei Rossdorf, Uettingen sowie Rossbrunn teil und erhielt für sein Wirken das Ritterkreuz I. Klasse des Militärverdienstordens.
Nach dem Friedensschluss wurde Dietl am 14. April 1867 als Generalmajor zum Kommandanten von Ulm ernannt. Für seine Tätigkeit in dieser Stellung während des Krieges gegen Frankreich würdigte ihn König Ludwig II. mit dem Großkomtur des Militärverdienstordens. Aus Württemberg erhielt Dietl das Großkreuz des Friedrichs-Ordens mit Schwertern und aus Preußen den Roten Adlerorden II. Klasse mit Stern.
Mit der Beförderung zum Generalleutnant wurde Dietl am 26. Januar 1873 Gouverneur von Germersheim und 1875 durch König Ludwig II. mit dem Ritterkreuz des Verdienstordens der Bayerischen Krone beliehen. Damit verbunden war die Erhebung in den persönlichen Adelsstand. Zudem erhielt er im September 1876 die Erlaubnis zur Annahme des Kommandeurkreuzes I. Klasse des Ordens vom Zähringer Löwen. Ab dem 19. Oktober 1876 wirkte er als Gouverneur von Ingolstadt. In Genehmigung seines Abschiedsgesuches wurde Dietl am 2. November 1878 mit der gesetzlichen Pension zur Disposition gestellt und ihm dabei „die allergnädigste Anerkennung seiner vieljährigen treugeleisteten Dienste ausgesprochen“.
Dietl war mit Luise von Schumacher (1834–1891) verheiratet. Die Tochter Emma (1865–1946) heiratete den Komponisten Ludwig Thuille (1861–1907).